# Tristramella magdelainae
Tristramella magdelainae là một loài cá đã tuyệt chủng thuộc họ Cichlidae. Nó là loài đặc hữu của Syria. It became extinct due to habitat loss.